# Opheliminae
Die Opheliminae bilden eine Unterfamilie der Erzwespenfamilie Eulophidae. Das Taxon geht auf den US-amerikanischen Entomologen William Harris Ashmead im Jahr 1904 zurück.

## Taxonomie
Die taxonomische Stellung der Gruppe ist noch unsicher. So wurde die Gruppe zumindest in der Vergangenheit von manchen Autoren auch als  Tribus incertae sedis innerhalb der Eulophidae geführt. Nach Noyes (2019) umfasst die Unterfamilie die beiden Gattungen Australsecodes mit 4 Arten
sowie die Ophelimus mit 51 Arten. Phylogenetische Studien von Rasplus et al. (2019) legten nahe, dass die Eulophinae und Tetrastichinae eine Schwestergruppe der Opheliminae und Entiinae zusammen mit den Entedoninae bilden. Offenbar sind viele Ophelimus-Arten entweder unbeschrieben oder unzureichend beschrieben. Weiterhin konnten molekularbiologische Studien nicht die Monophylie der Gattung Ophelimus bestätigen.

## Merkmale
Die Opheliminae sind etwa einen Millimeter große Erzwespen. Die morphologische Beschreibung vieler Arten ist noch unzureichend. Molekularbiologische Ergebnisse sollten in der Zukunft bei der Beschreibung einzelner Arten und deren taxonomischer Zuordnung helfen.

## Lebensweise und Verbreitung
Die Opheliminae stechen mit ihrer Lebensweise aus der Familie der Eulophidae heraus. Sie umfassen vielfältige Gallerzeuger, fast ausschließlich an Eucalyptus oder an verwandten Pflanzengattungen innerhalb der Myrtengewächse (Myrtaceae). Es wird angenommen, dass die Opheliminae ursprünglich nur in Australasien gemeinsam mit ihren Wirtspflanzen vorkamen. Mit der Anpflanzung ihrer Wirtspflanzen in weiten Teilen der Welt gelangten offenbar auch einzelne Arten der Opheliminae dorthin. Diese Opheliminae gelten als invasive Arten und als Forstschädlinge, da beispielsweise Wirtsbäume die mit Gallen übersäten Blätter früher abwerfen. In vielen Fällen wurden neue Arten zuerst außerhalb Australasiens entdeckt und beschrieben. Einzelne Ophelimus-Arten werden offenbar von anderen Eulophidae parasitiert, so Ophelimus maskelli von Closterocerus chamaeleon.